# Elizur Goodrich

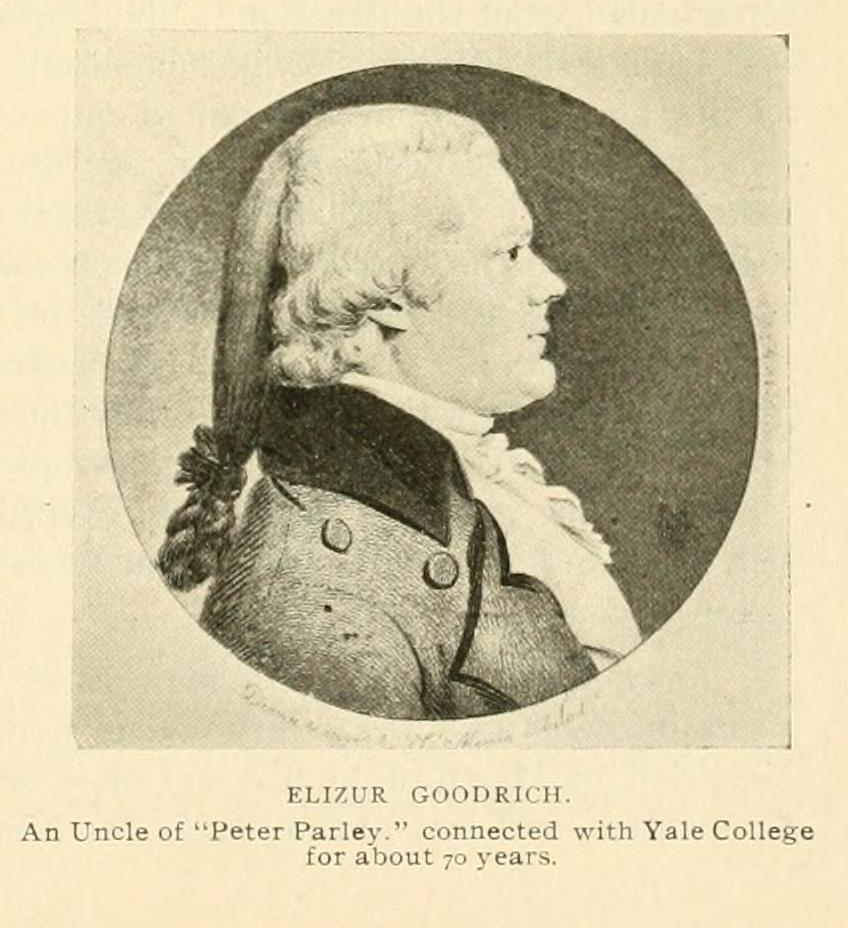
Elizur Goodrich

Elizur Goodrich (* 24. März 1761 in Durham, Middlesex County, Colony of Connecticut; † 1. November 1849 in New Haven, Connecticut) war ein amerikanischer Jurist und Politiker.
Er wurde als Sohn von Elizur Goodrich in Durham geboren, studierte an der Universität Yale bis 1779 Rechtswissenschaften und wurde 1783 als Anwalt zugelassen. Nachdem er eine Zeit lang als Anwalt in New Haven gearbeitet hatte, war er von 1795 bis 1802 Mitglied des Repräsentantenhauses von Connecticut und zeitweise Speaker dieser Kammer.
Bei der Präsidentschaftswahl 1796 war Goodrich Wahlmann der Föderalistischen Partei. Er wurde für Connecticut ins Repräsentantenhaus der Vereinigten Staaten gewählt, wo er jedoch nur von 1799 bis 1801 tätig war. Dann wurde er von John Adams zum Zollinspektor des Hafens von New Haven ernannt.
Goodrich unterrichtete zudem an der Universität Yale, war von 1802 bis 1818 am Nachlassgericht tätig und von 1803 bis 1822 Bürgermeister von New Haven. Er starb 1849 und wurde auf dem Grove Street Cemetery in New Haven beigesetzt. Sein älterer Bruder Chauncey war ebenfalls Kongressabgeordneter sowie US-Senator für Connecticut.